# Spiegel TV
Die Spiegel TV GmbH ist eine deutsche Fernsehproduktionsgesellschaft des Nachrichtenmagazins Der Spiegel. Sie erstellt thematisch orientierte Fernsehbeiträge für zahlreiche öffentlich-rechtliche und private Fernsehsender und betreibt zwei Fernsehsender und einen Websender.

## Geschichte

Ehemaliges Logo von Spiegel TV

Ab 1988 produzierte das Nachrichtenmagazin Der Spiegel in Kooperation mit der Fernsehproduktionsfirma dctp mit dem Spiegel TV Magazin ein eigenes Fernsehmagazin. Bekannt wurde das Spiegel TV Magazin vor allem durch die umfangreiche Berichterstattung in der DDR-Wendezeit und über den Prozess der Deutschen Einheit. 
Der Erfolg führte 1990 zur Gründung der Spiegel TV GmbH. Gründer sind der Journalist Stefan Aust, Stephan Burgdorff, Thomas Schäfer und Ute Zilberkweit. 2001 gründete das Unternehmen zusammen mit dctp den Fernsehsender XXP, der 2006 vollständig an den US-Medienkonzern Discovery Communications veräußert wurde und in den neuen Sender DMAX aufging.
Das Unternehmen produziert regelmäßig ausgestrahlte Fernsehformate wie Spiegel TV bei RTL, Die große Samstagsdokumentation bei VOX oder Hartes Deutschland bei RTL II. Zudem erstellt es Reportagen und Dokumentationen für die ZDF-Reihen Terra X, 37 Grad, WISO, ZDF.reportage und ZDFzeit. Für Spiegel Online und Spiegel Daily produziert es außerdem Videobeiträge.
1995 wurde das Produktionsunternehmen a+i art and information GmbH & Co. KG gegründet, das seit 2008 als Spiegel TV Infotainment GmbH & Co. KG firmiert. Es produzierte unter anderem Wa(h)re Liebe, Johannes B. Kerner, Kerner, Die Oliver Pocher Show, Lanz kocht! und Heiß & Fettig!. Die 1998 übernommene Aspekt Telefilm-Produktion GmbH produzierte unter anderem den Spreewaldkrimi, Nord bei Nordwest und Der Hafenpastor.
Von 2006 bis 2017 lagen dem Nachrichtenmagazin Der Spiegel in unregelmäßigen Abständen DVDs von Spiegel TV bei, die Dokumentarfilme zu meist politischen Themen beinhalteten.
Die für das ZDF produzierte dreiteilige Dokumentation Fall Deutschland über die Wirtschaftsgeschichte der Bundesrepublik Deutschland wurde 2005 mit dem Deutschen Fernsehpreis als beste Informationssendung des Jahres sowie mit dem Deutschen Wirtschaftsfilmpreis ausgezeichnet.

## Fernsehformate
Folgende Fernsehformate, die Spiegel TV im Namen haben, werden und wurden produziert:
- Spiegel TV (seit 1988 auf RTL)
- Spiegel TV Reportage (1990–2020 auf Sat.1)
- Spiegel TV Interview (1993–1998 auf VOX)
- Spiegel TV Thema (1993–1998 und 2005–2010 auf VOX, 2011–2016 auf Spiegel TV Wissen und 2017–2019 auf Kabel eins Doku)
- Spiegel TV Special (1993–2010 auf VOX)
- Spiegel TV Extra (1994–2010 auf VOX)
- Spiegel TV Wissen (2006–2007 auf DMAX)
- Spiegel TV Doku (2009–2011 auf DMAX)
- Spiegel TV Österreich (2011–2015 auf Puls 4)

## Fernsehsender

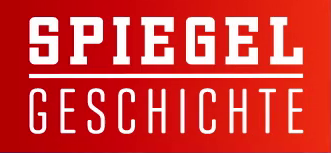
Logo des Senders Spiegel Geschichte

Am 4. Dezember 2006 startete der Dokumentationssender Spiegel TV Digital, der am 4. Oktober 2011 durch Spiegel TV Wissen ersetzt wurde. Spiegel Geschichte ersetzte am 4. Juli 2009 Discovery Geschichte.
Die beiden Fernsehsender werden von der Spiegel TV Geschichte und Wissen GmbH & Co. KG betrieben, an der bis September 2021 die Spiegel TV GmbH mit 51 Prozent beteiligt war und die Autentic GmbH mit 49 Prozent. Seitdem halten die Spiegel TV GmbH und die Autentic GmbH jeweils 34 Prozent der Anteile und CuriosityStream 32 Prozent der Anteile.

## Websender
Im Juni 2011 startete das Unternehmen den Websender Spiegel.TV. Dort waren in den folgenden Jahren auch Reportagen und Dokumentationen von BBC und Vice zu sehen. Im Januar 2020 wurde Spiegel.TV durch Spiegel Video abgelöst.